# Megorama frontale
Megorama frontale là một loài bọ cánh cứng thuộc họ Ptinidae.